# Los PJ
Los PJ  (en inglés The PJs, forma abreviada de The Projects) es una serie estadounidense de comedia, en formato de animación, creada por Eddie Murphy (que aporta la voz a Thurgood Stubbs), Larry Wilmore, y Steve Tompkins. La serie protagonizada por Eddie Murphy, fue producida por Imagine Entertainment por Ron Howard y Brian Grazer, The Murphy Company & Will Vinton Studios en asociación con Touchstone Television (temporadas 1 y 2) y Warner Bros. (temporada 3). Se transmitió originalmente en Estados Unidos desde 1999 hasta 2001 por el canal de televisión FOX y The WB.
Se utilizó Stop Motion y tecnología CGI, los personajes son figuras hechas de alambre cubiertas de espuma de látex. Los 43 episodios que componen la serie fueron emitidos durante 3 años. Por cada episodio se tardó muchos meses para producirlo, debido al proceso laborioso del stop motion. En Estados Unidos salieron las 3 temporadas en DVD en 2011. La serie fue emitida en España por el canal Gran Vía de la ya desaparecida Vía Digital y en La2.
Ganó tres premios Emmy y un premio Annie durante su emisión. En el mismo año de su estreno de la serie también salió la banda sonora con el sello de la discográfica Hollywood Records y la canción de inicio de los episodios fue producido por Quincy Jones III y George Clinton.

## Sinopsis
Serie ambientada en Detroit, en torno a un suburbio de mayoría afrodescendiente desolado por las drogas, las armas y la pobreza. Su personaje principal es Thurgood Stubbs, conserje del edificio Lawrence Hilton-Jacobs, que tiene que lidiar todos los días con excéntricos inquilinos y con los problemas que conlleva vivir junto a su mujer Muriel en un edificio que prácticamente se está cayendo.

## Personajes

### Personajes principales
- Thurgood Orenthal Stubbs - (Alias "el Súper" o simplemente "Súper"), es el superintendente del bloque de viviendas Hilton-Jacobs y el protagonista principal. Thurgood casi siempre está de mal humor, es impaciente, no es muy brillante y además sufre de una variedad de problemas de salud. Él prefiere comer alimentos fritos, carnes rojas, y beber licor de malta.
- Muriel Stubbs - Es la esposa de Thurgood y la voz de la razón. Lleva un chándal de color rosa con la palabra "París" en él (que lo compró de un viaje a París). Muriel tiene una hermana llamada "Bebe Ho" quien está casada con otro inquilino. Muriel y Bebe probablemente fueron criados en Alabama durante la era de la segregación racial en las escuelas.

### Otros personajes principales
- Florence Normandy Avery (Sra. Avery)  - Es una anciana que antagoniza Thurgood toda la serie. Ella, al igual que los otros vecinos, lo odia con una pasión ya que nunca le arregla el apartamento como es debido. Mrs. Avery a menudo cuenta historias al azar e inadecuadas de su pasado como estafadora. Ella sufre de numerosas dolencias y ha tenido varios golpes. Ella mantiene una escopeta cargada con su nombre "Mrs. Jones", el cual utilizó para disparar Thurgood, el hombre de la basura, el cartero, un helicóptero, y lo utiliza para salirse con la suya.
- Calvin Banks y "Juicy" Hudson - Dos niños que son los mejores amigos e idolatran Thurgood. Calvin es un niño delgado e inteligente, mientras que Juicy tiene sobrepeso y un poco torpe. Los padres de Juicy son obesos mórbidos. A veces Juicy lleva un cartel que dice "No me den de comer" cuando sale de su apartamento. En los episodios finales ellos son rivales admiradores de Sharique.
- "Smokey" - Su nombre real es Elister. Es un drogadicto sin hogar, cuyas payasadas desatan la ira a Thurgood. A pesar de su falta de vivienda, así como su tendencia a robar a los inquilinos siempre que sea posible, le consideran una parte de la comunidad de vecinos por la mayoría de los residentes.
- Jimmy Ho - Es un coreano que se considera parte de la comunidad afroamericana. Está casado con Bebe. Jimmy utiliza con frecuencia frases urbanas cuando habla y también habla de sí mismo como un negro, para gran frustración de Thurgood.
- Bebe Ho - Es la hermana fuerte y desagradable de Muriel. Le trae muchos disgustos a Thurgood y tiene celos de Muriel. Bebe tiene una vida sexual activa, después de haberse acostado con la mayoría de sus profesores de la escuela secundaria y era una bailarina exótica de la noche antes de casarse. Jimmy Ho es su quinto marido.
- (Mambo) Garcelle Dupree aka "La Haitiana" - Ella es la reina del vudú residente en el bloque de viviendas Hilton-Jacobs y una inmigrante haitiana. Sus poderes, aunque muy potentes rara vez se ven en acción.
- Emilio Sánchez - O simplemente conocido como Sánchez, es el amigo cubano desafortunado de Thurgood. Habla con un electrolaringe a causa de años de fumar. Una vez quiso ser cantante de ópera. A menudo se expresa con tristeza por su esposa muerta "Esperansa". Sánchez lleva una gorra azul y blanco con la palabra "Nevada" escrita en la parte delantera, que en realidad compró en California.

### Personajes secundarios
- Walter Burkett - Tiene un pasado como policía corrupto. En el episodio de Navidad: "Cómo el Super robó la Navidad", Walter arrestó a un delincuente por robar el bolso de una mujer, pero mantuvo al ladrón encerrado en el baúl en vez de llamar a la policía. Él también es retratado en muchos episodios (como "Haiti and the Tramp") como un desviado sexual, probablemente el resultado de admitir en crecer en una casa de citas (revelado en "Noches Burguesas").
- Tarnell - Es el individuo de la esquina y estafador, que Thurgood generalmente acude cuando necesita algo inusual. Habla casi en su totalidad en el argot de la calle, que Thurgood generalmente no entiende, lo que Tarnell le entrega artículos incorrectos.
- Rastafari - Es el estereotipo jamaicano de un fumador de la marihuana. Lo ven a menudo como una nube del humo que camina.
- Papa Hudson y Mama Hudson - Los padres de Juicy. Ellos son obesos mórbidos. Papa Hudson es tan gordo, que por lo general sólo vemos el brazo y el estómago a través de su puerta o ventana. En el episodio "Noches burguesas", el rostro de papá se muestra por primera vez. En el episodio "What's Eating Juicy Hudson?", Papa Hudson deja el apartamento por primera vez. En el episodio "Boyz' N the Woods", Papa se confirma que pesa más de media tonelada. A causa de la obesidad de los Hudson, Juicy tiene la tarea de llevar a cabo la mayoría de las funciones del hogar para la familia.
- Empleada del departamento de la vivienda HUD - Es la recepcionista de HUD, siempre se ve a través de un vidrio esmerilado, que siempre se niega a dar Thurgood lo que quiere. A pesar de su falta de voluntad para ayudar a Thurgood hacer su trabajo, ella es sorprendentemente amigable con Muriel y está dispuesta a aceptar las solicitudes de Thurgood después de escucharlos de Muriel. Su frase de marca registrada es "¡Siguiente!" que grita al final de la mayoría de las oraciones dirigidas a Thurgood. Ella representa el estereotipo de la burocracia sin rostro, financiación insuficiente e indiferente en la que los residentes dependen del HUD para los suministros y las orientaciones.
- Sharique - Sale en los episodios finales, una bella fugitiva adolescente que llega al bloque de viviendas después de que sus padres les encarcelaran por fraude. Amada por Calvin y juicy, se muda a vivir con la Sra. Avery.
- Babs y De-Shawn - Son adictos al crack y viven en la calle como Smokey. A pesar de que cada vez que habla Babs, que siempre parece estar en buen estado pero grita como un animal, Smokey es el único que la puede entender. Babs es presentada como una prostituta (en "Efectos secundarios" Smokey llama a Babs cuando cree que Thurgood era un cliente con su problema con el sexo). De-Shawn nunca habla y por lo general se le ve con Babs y Smokey. Smokey menciona que De-Shawn tiene Tuberculosis en "U Go Kart" y tiene una dieta de ratas en "Fear of a Black Rat". Además, cada vez que Smokey se le olvida decir algo, ya sea Babs o De-Shawn le susurran para decirle lo que tiene que decir (en "U Go Kart" y "Let's Get Ready to Rumba").
- Nula - Una chica que probablemente es la compañera de clase de Calvin y Juicy. Juicy está enamorado de ella.
- Lucky - Es la mascota querida de la señora Avery que se ve en muchos episodios. Le puso ese nombre porque la señora avery disparó al perro tres veces con su arma de fuergo y falló los tres disparos, luego dos veces más para asegurarse de que tiene suerte. Es probablemente el único ser que la señora Avery le muestra un constante afecto y amor.

## Ubicaciones
- Apartamento de Thurgood y Muriel  - El apartamento cerca de la entrada y de la parte delantera del edificio.
- Enfrente del edificio y en el patio - La mayoría de las escenas al aire libre tienen lugar aquí. Thurgood y Sánchez de vez en cuando juegan al ajedrez en la mesa de la esquina del patio.
- Sala de calderas - La habitación donde Thurgood trata de planificar las ideas o relajarse con licor de malta y con un semanario para afroamericanos. Fue brevemente un salón de belleza para Muriel y Bebe en "Peinamos un sueño".
- La azotea - Una variedad de eventos y actividades tienen lugar aquí, incluyendo un jardín de la comunidad (como se ve en "La haitiana canta blues") y una sesión de cocina en "Operación receta".
- Esquina de la calle - Aquí es donde suelen reunirse Thurgood y Tarnell para conseguir los elementos que busca.
- Edificio HUD - Aquí es donde Thurgood trata de conseguir cosas para el edificio. En la entrada del edificio cuenta con una serie de "consignas" cínicas que HUD intercambia en cada episodio.

## Como empezó todo
En el Día de Acción de Gracias, el productor ejecutivo y estrella Eddie Murphy estuvo mirando "Thunderbirds", una serie de la década de 1960 que contó con un elenco de marionetas. Recordando cómo solía ver este tipo de espectáculo todo el tiempo, le llevó a pensar en el estado de las comedias de situación actual y de cómo los mundos que se crean para los espectáculos son muy artificiales.
Eddie Murphy tuvo la idea de tomar algo tan artificial como muñecos y la animación de ellos contra un telón de fondo muy realista como un proyecto de vivienda urbana. "Yo quería hacer un espectáculo que sería realmente interesante y tipo de sociedad espejo mientras lo mantiene divertida y real al mismo tiempo", dijo Eddie Murphy. "Y ahí es donde la idea surgió de Los PJ, que serían como un microcosmos de la sociedad -.. Tiene tantos tipos diferentes de personas que viven allí que todo el mundo está representado pensé que sería interesante tener este carácter que tendría que hacer frente con todos ellos ", concluyó.
Y así comenzó el camino del desarrollo. Imagine Television Copresidente Brian Grazer y Eddie Murphy se reunieron con FOX para hablar sobre la producción de una serie ambientada en unos suburbios que se grabaran con muñecos. Después de una reunión de lanzamiento que incluye actuaciones de los diferentes personajes por el comediante, estaban entusiasmados con el proyecto y sugirió que entrarán en contacto con el gurú de la animación en stop-motion Will Vinton, con quien se había reunido recientemente acerca de un proyecto de animación tridimensional para el horario estelar.

## Controversia
La serie fue cancelada debido a las duras críticas y a su alto presupuesto. La asociación NAACP encontró una horrible descripción del estilo de vida afrodescendiente. Algunos activistas sociales, incluyendo el director Spike Lee, acusaron a la serie de representar estereotipos raciales negativos.
La controversia se intensificó cuando el cineasta Spike Lee criticó duramente y los productores de la serie salieron en su defensa:
- "He visto dos episodios de "Los PJ" y he tenido de rascarme la cabeza preguntándome por qué Eddie Murphy hace esto. No muestra el amor a toda la gente de color", dijo Spike Lee durante una conferencia de prensa. "Es realmente odio hacia los negros, así de simple ", dijo Spike Lee y a continuación "Creo que es muy degradante".

- "Sólo quiero decir a todos que sólo porque Spike Lee diga eso, no quiere decir que sea así" dijo Shawn Michael Howard (quien pone la voz a Smokey en la versión original) en respuesta a Spike Lee durante una conferencia de prensa aparte.

- "Si alguna vez has estado en un suburbio ya sabes que hay drogadictos, hay prostitutas..." dijo Ja'net DuBois (quien pone la voz a la Sra. Avery en la versión original).

- "La cosa es que hay estereotipos y luego hay cosas tomadas de la vida real", dijo Larry Wilmore (productor de la serie).

- "A mí me parece que si algo se ha tomado de la vida real, a veces se llama un estereotipo porque es étnico, ¿sabes? Pero si Hank Hill (un personaje animado de la serie "King of the Hill", que es de color blanco) tiene una cerveza, ¿es un estereotipo? Porque él es blanco. Un chico blanco con una cerveza de alguna manera no es un estereotipo" dijo Larry Wilmore.

Larry Wilmore señaló que los tipos de personajes retratados en "Los PJ" se han hecho eco en los medios de comunicación y se pregunta por qué su serie está bajo el punto de mira.
Para hacer la serie se basó alrededor de un bloque de viviendas en Detroit, concretamente en las "Brewster-Douglass housing projects", que recientemente han sido demolidas y que una vez albergó a Diana Ross, Lily Tomlin, Smokey Robinson y Mary Wilson. Aunque la historia se sitúa en ciudades del interior de Chicago, Illinois (esto se revela en el episodio "Smokey the Squatter").

## Nominaciones y premios

### Nominaciones
- 1999: Premios Emmy al mejor programa animado de menos de una hora por He's Gotta Have It.
- 1999: Premios Annie por mejor diseño de producción para una serie de televisión animada por Paul Harrod en el episodio Boyz 'N' The Woods.
- 1999: Premios Annie a la mejor interpretación vocal de una serie de televisión animada por Eddie Murphy en el papel como Thurgood Stubbs.
- 2000: Premios Annie al mejor diseño de producción para una serie de televisión animada por Nelson Lowry en el episodio What's Eating Juicy Hudson?.

### Premios
- 1999: Premios Emmy al mejor doblaje por Ja'net DuBois en su papel de Mrs. Avery.
- 1999: Premios Annie a la mejor dirección en una serie de televisión animada por Mark Gustafson en el episodio Bougie Nights.
- 2000: Premios Emmy a la mejor actuación en el campo de la animación por Nelson Lowry en el episodio How The Super Stoled Christmas.
- 2001: Premios Emmy al mejor doblaje por Ja'net DuBois en el papel de Mrs. Avery en el episodio Let's Get Ready To Rumba.

## Emisiones internacionales
| País           | Canal                    | Título             |
| -------------- | ------------------------ | ------------------ |
| Alemania       | RTL Super RTL            | Hausmeister Stubbs |
| Brasil         | FOX                      | Os PJs             |
| Canadá         | Adult Swim               | The PJs            |
| España         | Gran Vía La 2            | Los PJ             |
| Estados Unidos | FOX The WB               | The PJs            |
| Francia        | Série Club               | Les Stubbs         |
| Japón          | Super Channel            | PJs                |
| Polonia        | Wizja Jeden              | Blokersi           |
| Portugal       | SIC Radical              | O Porteiro         |
| Reino Unido    | Bravo Bravo +1 Channel 4 | The PJs            |
| Suecia         | ZTV                      | PJs                |

## Doblaje
- Director de doblaje:[5] Luis Posada

| Personaje                 | Voz original              | Voz doblaje          |
| ------------------------- | ------------------------- | -------------------- |
| Thurgood Orenthal Stubbs  | Eddie Murphy              | Juan Fernández       |
| Muriel Stubbs             | Loretta Devine            | Silvia Castelló      |
| Jimmy Ho                  | Michael Paul Chan         | Juan Antonio Bernal  |
| Sra. Avery                | Ja'net Dubois             | Carmen Contreras     |
| Sánchez                   | Pepe Serna                | Ricky Coello         |
| Calvin                    | Crystal Scales            | Geni Rey             |
| "Juicy" Hudson            | Michele Morgan            | Victoria Ramos       |
| Tarnell                   | James Black               | José Luis Mediavilla |
| Smokey                    | Shawn Michael Howard      | José Javier Serrano  |
| Bebe Ho                   | Jenifer Lewis             | Montse Moreno        |
| Mambo Garcelle            | Cheryl Francis Harrington | Ana Pallejà          |
| Walter                    | Marc Wilmore              | Antonio Crespo       |
| Empleada Departamento HUD | Cassi Davis               | Montse Moreno        |